# Lambda Pyxidis
Désignations
Lambda Pyxidis (λ Pyxidis / λ Pyx) est une étoile géante de la constellation australe de la Boussole. Elle est visible à l'œil nu avec une magnitude apparente de 4,68. L'étoile présente une parallaxe annuelle de 17,07 ± 0,13 mas telle que mesurée par le satellite Gaia, ce qui permet d'en déduire qu'elle est distante de 58,57 ± 0,45 pc (∼191 al) de la Terre. Elle s'éloigne du Système solaire à une vitesse radiale héliocentrique de +10,8 km/s.
Des variations mesurées dans le mouvement propre de Lambda Pyxidis au cours du temps indiquent qu'elle pourrait être une binaire astrométrique. La composante visible est une géante jaune de type spectral G8,5 IIIb Fe−1 ; son spectre montre une sous-abondance en fer et de faibles raies d'absorption du cyanogène. L'étoile est membre du red clump, ce qui signifie qu'elle génère son énergie par la fusion de l'hélium dans son noyau.
Lambda Pyxidis est deux fois plus massive que le Soleil et son âge est estimé à 1,3 milliard d'années. Elle est 49 fois plus lumineuse que le Soleil et sa température de surface est de 5 126 K.